# Schweizer Meisterschaften im Biathlon 2021
Die Schweizer Meisterschaften im Biathlon 2021 fanden am 27. und 28. März 2021 in der Biathlonarena Realp in Realp statt. Sowohl für Männer als auch für Frauen wurden Wettkämpfe im Sprint und im Massenstart ausgetragen. Die Titelkämpfe bildeten zusammen mit dem Finale des Leonteq Biathlon Cups den Saisonabschluss.

## Männer

### Massenstart 15 km
| \| Platz \| Starter \| Verein \| Zeit \| Schießfehler \| \| ----- \| ------------------ \| ----------------- \| ------- \| ------------ \| \| 1 \| Benjamin Weger \| SC Obergoms \| 38:20,1 \| 1+1+0+1 \| \| 2 \| Eligius Tambornino \| Club da skis Trun \| 39:56,7 \| 1+0+2+4 \| \| 3 \| Jeremy Finello \| SC Obergoms \| 39:56,8 \| 1+2+4+2 \| | Datum: 27. März 2021 |                   |         |              |
| Platz | Starter              | Verein            | Zeit    | Schießfehler |
| 1 | Benjamin Weger       | SC Obergoms       | 38:20,1 | 1+1+0+1      |
| 2 | Eligius Tambornino   | Club da skis Trun | 39:56,7 | 1+0+2+4      |
| 3 | Jeremy Finello       | SC Obergoms       | 39:56,8 | 1+2+4+2      |

#### Junioren
| Platz | Starter        | Verein        | Zeit    | Schießfehler |
| ----- | -------------- | ------------- | ------- | ------------ |
| 1     | Niklas Hartweg | SC Einsiedeln | 33:31,8 | 0+0+1+3      |
| 2     | Laurin Fravi   | Bual Lantsch  | 33:34,5 | 1+0+0+2      |
| 3     | Gion Stalder   | SC am Bachtel | 34:15,1 | 1+0+1+1      |

#### Jugend (2002 und jünger)
| Platz | Starter       | Verein        | Zeit    | Schießfehler |
| ----- | ------------- | ------------- | ------- | ------------ |
| 1     | Yanis Keller  | SC Einsiedeln | 36:27,5 | 0+0+1+0      |
| 2     | Felix Ullmann | SC am Bachtel | 37:38,3 | 1+0+0+1      |
| 3     | James Pacal   | Riaz          | 37:50,2 | 1+0+2+2      |

### Sprint 10 km
| \| Platz \| Starter \| Verein \| Zeit \| Schießfehler \| \| ----- \| ------------------ \| ----------------- \| ------- \| ------------ \| \| 1 \| Benjamin Weger \| SC Obergoms \| 22:50,8 \| 2+0 \| \| 2 \| Nico Salutt \| SC Sarsura Zernez \| 23:38,3 \| 1+1 \| \| 3 \| Eligius Tambornino \| Club da skis Trun \| 23:39,4 \| 1+3 \| | Datum: 28. März 2021 |                   |         |              |
| Platz | Starter              | Verein            | Zeit    | Schießfehler |
| 1 | Benjamin Weger       | SC Obergoms       | 22:50,8 | 2+0          |
| 2 | Nico Salutt          | SC Sarsura Zernez | 23:38,3 | 1+1          |
| 3 | Eligius Tambornino   | Club da skis Trun | 23:39,4 | 1+3          |

#### Junioren
| Platz | Starter        | Verein        | Zeit    | Schießfehler |
| ----- | -------------- | ------------- | ------- | ------------ |
| 1     | Gion Stalder   | SC am Bachtel | 23:27,7 | 1+0          |
| 2     | Niklas Hartweg | SC Einsiedeln | 23:45,8 | 1+2          |
| 3     | Laurin Fravi   | Bual Lantsch  | 24:23,9 | 0+4          |

#### Jugend (2002 und jünger)
| Platz | Starter       | Verein             | Zeit    | Schießfehler |
| ----- | ------------- | ------------------ | ------- | ------------ |
| 1     | Yanis Keller  | SC Einsiedeln      | 18:57,6 | 2+0          |
| 2     | Leander Kiser | SC Schwendi-Langis | 19:11,9 | 0+1          |
| 3     | Remo Burch    | SC Schwendi-Langis | 19:27,0 | 0+1          |

## Frauen

### Massenstart 12,5 km
| \| Platz \| Starter \| Verein \| Zeit \| Schießfehler \| \| ----- \| --------------- \| ------------------- \| ------- \| ------------ \| \| 1 \| Aita Gasparin \| SC Gardes-Frontière \| 36:11,5 \| 1+1+1+0 \| \| 2 \| Selina Gasparin \| SC Gardes-Frontière \| 37:34,6 \| 1+2+2+2 \| \| 3 \| Lena Häcki \| Nordic Engelberg \| 37:54,2 \| 1+2+1+3 \| | Datum: 27. März 2021 |                     |         |              |
| Platz | Starter              | Verein              | Zeit    | Schießfehler |
| 1 | Aita Gasparin        | SC Gardes-Frontière | 36:11,5 | 1+1+1+0      |
| 2 | Selina Gasparin      | SC Gardes-Frontière | 37:34,6 | 1+2+2+2      |
| 3 | Lena Häcki           | Nordic Engelberg    | 37:54,2 | 1+2+1+3      |

#### Juniorinnen
| Platz | Starter       | Verein        | Zeit    | Schießfehler |
| ----- | ------------- | ------------- | ------- | ------------ |
| 1     | Amy Baserga   | SC Einsiedeln | 29:43,4 | 0+1+1+1      |
| 2     | Lea Meier     | SC Davos      | 30:33,6 | 1+0+3+1      |
| 3     | Seraina König | SSC Riehen    | 31:55,2 | 1+0+1+1      |

#### Jugend (2002 und jünger)
| Platz | Starter        | Verein           | Zeit    | Schießfehler |
| ----- | -------------- | ---------------- | ------- | ------------ |
| 1     | Enya Mürner    | SC Frutigen      | 34:12,3 | 2+1+0+0      |
| 2     | Alessia Laager | Piz Ot Samedan   | 34:45,7 | 1+0+2+2      |
| 3     | Chiara Arnet   | Nordic Engelberg | 34:52,3 | 3+0+3+0      |

### Sprint 7,5 km
| \| Platz \| Starter \| Verein \| Zeit \| Schießfehler \| \| ----- \| --------------- \| ------------------- \| ------- \| ------------ \| \| 1 \| Aita Gasparin \| SC Gardes-Frontière \| 18:54,8 \| 0+0 \| \| 2 \| Irene Cadurisch \| SC Gardes-Frontière \| 19:52,1 \| 1+1 \| \| 3 \| Sabine di Lallo \| SC Obergoms \| 20:15,1 \| 1+0 \| | Datum: 28. März 2021 |                     |         |              |
| Platz | Starter              | Verein              | Zeit    | Schießfehler |
| 1 | Aita Gasparin        | SC Gardes-Frontière | 18:54,8 | 0+0          |
| 2 | Irene Cadurisch      | SC Gardes-Frontière | 19:52,1 | 1+1          |
| 3 | Sabine di Lallo      | SC Obergoms         | 20:15,1 | 1+0          |

#### Juniorinnen
| Platz | Starter       | Verein        | Zeit    | Schießfehler |
| ----- | ------------- | ------------- | ------- | ------------ |
| 1     | Lea Meier     | SC Davos      | 20:11,9 | 0+2          |
| 2     | Amy Baserga   | SC Einsiedeln | 20:15,2 | 2+1          |
| 3     | Seraina König | SSC Riehen    | 21:31,6 | 2+1          |

#### Jugend (2002 und jünger)
| Platz | Starter               | Verein         | Zeit    | Schießfehler |
| ----- | --------------------- | -------------- | ------- | ------------ |
| 1     | Alessia Laager        | Piz Ot Samedan | 17:57,4 | 0+1          |
| 2     | Yara Burkhalter       | SC Zweisimmen  | 18:06,9 | 1+0          |
| 3     | Marlène Sophie Perren | SC Davos       | 18:16,8 | 0+1          |